# محمد تيجاني
محمد تيجاني (بالإنجليزية: Muhammed Tijani)‏ هو لاعب كرة قدم نيجيري، ولد في 26 يوليو 2000. لعب مع بانيك أوسترافا.

## وصلات خارجية
- محمد تيجاني على موقع الاتحاد الأوربي (الإنجليزية)
- محمد تيجاني على موقع قاعدة بيانات كرة القدم.إي يو (الإنجليزية)
- محمد تيجاني على موقع Soccerway.com (الإنجليزية)
- محمد تيجاني على موقع عالم كرة القدم.نت (الإنجليزية)